# Kanton Les Abymes-3
Der Kanton Les Abymes-3 ist ein Wahlkreis im französischen Département Guadeloupe im Arrondissement Pointe-à-Pitre. Er umfasst einen Teil der Gemeinde Les Abymes. Nach der Kantonsreform von 2015 wurde dem Kanton ein Teilbereich der Gemeinde Le Gosier zugeordnet, deren anderer Teilbereich zum Kanton Le Gosier gehört.

## Gemeinden
Der Kanton besteht aus zwei Gemeinden und Gemeindeteilen mit insgesamt 19.775 Einwohnern (Stand: 1. Januar 2022) auf einer Gesamtfläche von 9,18 km²:
| Gemeinde            | Einwohner 1. Januar 2022 | Fläche km² | Dichte Einw./km² | Code INSEE | Postleitzahl |
| ------------------- | ------------------------ | ---------- | ---------------- | ---------- | ------------ |
| Les Abymes          | 16.055                   | 5,74       | 2.797            | 97101      | 97139, 97142 |
| Le Gosier           | 3.720                    | 3,44       | 1.081            | 97113      | 97190        |
| Kanton Les Abymes-3 | 19.775                   | 9,18       | 2.154            | 97103      | –            |

1. ↑   Nur der südliche Teil der Gemeinde, der Rest verteilt sich auf die Kantone Les Abymes-1 und Les Abymes-2.
2. ↑   Nur der nordwestliche Teil der Gemeinde, der Rest gehört zum Kanton Le Gosier.

## Nachweise
1. ↑  Dekret vom 24. Februar 2014